# Rogny-les-Sept-Écluses
Ne pas confondre avec Rogny dans l'Aisne en Picardie
Rogny-les-Sept-Écluses est une commune française située dans le département de l'Yonne, en région Bourgogne-Franche-Comté.

## Géographie
Rogny-les-Sept-Écluses forme l'extrémité ouest du département de l'Yonne et fait partie de la Puisaye-Forterre. Son périmètre est d'environ 33 km et sa surface approximative est de 3258 hectares.
Ica-Ona ou Icauna est le nom pré-latin de la rivière Yonne et au IIe siècle, l'Yonne se nomme Icauna. C'est une rivière aux grandes possibilités marchandes mais aussi sujette à de brusques colères ! L'Yonne a été divinisée très tôt (la déesse Ica-Onna). Les habitants de l'Yonne sont donc appelés Icaunais et ceux de Rogny les Rognycois.
De nombreuses médailles romaines trouvées à Rogny témoignent de son ancienneté.
Les collines qui entourent Rogny sont peu élevées, l'altitude varie de 140 à 180 mètres. la formation du sol remonte à l'ère tertiaire. On y trouve des argiles rougeâtres ou blanchâtres, des terres blanches et crayeuses et de la pierre à chaux. Sur  divers points des plateaux, de gros silex blonds, non roulés, aux dimensions énormes, sont accompagnés de cailloux de silex et de blocs de poudingues siliceux, mais les sables brunâtres n'en présentent pas sur les parties plates.
Au Moyen Âge, les terres du bas-bourg sont marécageuses et le village se regroupe sur une colline autour de l'église, le Haut-Bourg. Ainsi au XIe siècle, se fonde une paroisse sous le nom de Roignacum d'où Roigny et Rougny, anciennes formes du mot Rogny. Rattachée au doyenné de Ferrières, elle dépend de l'archidiaconat du Gâtinais, diocèse de Sens.
Rogny est à cinq kilomètres seulement du département du Loiret. C'est le seul village de l'Yonne traversé par le canal de Briare, qui occasionna le monument historique des Sept Écluses. La commune prendra le nom de son monument : le 15 septembre 1978, le conseil municipal reçoit la lettre du préfet de l'Yonne l'informant que, par le décret du 10 août 1978 publié au Journal officiel n° 197 du 24 août 1978, la commune de Rogny est autorisée à porter le nom de Rogny-les-Sept-Écluses.
Le Milleron, affluent du Loing, prend naissance sur la commune à l'étang de la Goulardière.

### Lieux-dits et écarts
Les lieux-dits suivis d'une astérisque sont situés à l'écart de la route indiquée.
B
- Les Baudriats*, 		Rte d'Aillant
- Les Bas-Hamards*, 	D314
- Basseville, 		D90 vers  Bléneau
- La Bellevue*, 		D314
- Le Bouloi*, 		Rte de Dammarie
- La Boursicauderie*,	D14 vers Ouzouer
- La Brûlerie*, 		D314

C
- Les Caillats*,		Rte de Breteau
- Champ de Cottard,		D14 vers Ouzouer
- Les Claveries, 		D14 vers Champcevrais
- Le Colombier, 		Rte de Dammarie
- La Cormerie,		Rte de Breteau
- Cottard*, 			Rte de Breteau
- La Crasne, 		D90

D
- La Denisière,		D90 vers Châtillon

F
- Les Follets,		D90 vers Châtillon
- La Fontaine, 		D14 vers Champcevrais
- Les Fouchers, 		Rte d'Aillant
- La Francherie*, 		D14 vers Champcevrais

G
- Le Gaufre*,		Rte de Breteau
- Les Gogneaux,		Rte de Breteau
- La Goulardière*, 		Rte d'Aillant
- La Grand' Maison*, 		Rte d'Aillant

H
- Les Hauts Bois, 		Rte d'Aillant
- Le Haut Bourg, 		Rte d'Aillant
- Le Haut-Buisson*,	Rte de Breteau

L
- Les Loges,			Rte de Breteau
- Lunel*, 		Rte d'Aillant

M
- La Maison Rouge, 		Rte d'Aillant
- La Maletterie*, 		Rte d'Aillant
- La Métairie Haute*,	D14 vers Ouzouer
- Montifaut*, 		Rte de Dammarie
- Moulin de la Brenellerie*, Rte de Breteau
- Le Moulin Jariat, 		D90 vers Bléneau

N
- La Noue*,			D14 vers Ouzouer

P
- La Paille*, 		D14 vers Champcevrais
- Les Painchauds*, 		D90 vers Bléneau
- Les Petites Maisons*,	D90 vers Bléneau
- Les Pieds-Plats, 		D14 vers Champcevrais
- Le Pressoir*,		Rte de Breteau
- La Proutière,		D90 vers Châtillon

R
- Le Rondeau*,		D14 vers Ouzouer

S
- Saint-Eusoge,		Rte de Breteau
- Les Bas-Salins, 		D90 vers  Bléneau
- Les Hauts-Salins*, 	D14 vers Champcevrais

T
- Le Tremblay*, 		Rte d'Aillant

### Climat
Pour des articles plus généraux, voir Climat de la Bourgogne-Franche-Comté et Climat de l'Yonne.
En 2010, le climat de la commune est de type climat océanique dégradé des plaines du Centre et du Nord, selon une étude du Centre national de la recherche scientifique s'appuyant sur une série de données couvrant la période 1971-2000. En 2020, Météo-France publie une typologie des climats de la France métropolitaine dans laquelle la commune est exposée à un climat océanique altéré et est dans la région climatique  Centre et contreforts nord du Massif Central, caractérisée par un air sec en été et un bon ensoleillement. 
Pour la période 1971-2000, la température annuelle moyenne est de 11 °C, avec une amplitude thermique annuelle de 15,4 °C. Le cumul annuel moyen de précipitations est de 713 mm, avec 11,3 jours de précipitations en janvier et 7,3 jours en juillet. Pour la période 1991-2020, la température moyenne annuelle observée sur la station météorologique de Météo-France la plus proche, « Saint Privé », sur la commune de Saint-Privé à 11 km à vol d'oiseau, est de 11,3 °C et le cumul annuel moyen de précipitations est de 769,7 mm. 
La température maximale relevée sur cette station est de 41,8 °C, atteinte le 25 juillet 2019 ; la température minimale est de −15,5 °C, atteinte le 19 décembre 2009,,. 
Les paramètres climatiques de la commune ont été estimés pour le milieu du siècle (2041-2070) selon différents scénarios d'émission de gaz à effet de serre à partir des nouvelles projections climatiques de référence DRIAS-2020. Ils sont consultables sur un site dédié publié par Météo-France en novembre 2022.

## Urbanisme

### Typologie
Au 1er janvier 2024, Rogny-les-Sept-Écluses est catégorisée commune rurale à habitat dispersé, selon la nouvelle grille communale de densité à sept niveaux définie par l'Insee en 2022.
Elle est située hors unité urbaine et hors attraction des villes,.

### Occupation des sols
L'occupation des sols de la commune, telle qu'elle ressort de la base de données européenne d’occupation biophysique des sols Corine Land Cover (CLC), est marquée par l'importance des territoires agricoles (72,1 % en 2018), une proportion sensiblement équivalente à celle de 1990 (72,5 %). La répartition détaillée en 2018 est la suivante : 
terres arables (57,7 %), forêts (26 %), prairies (7,4 %), zones agricoles hétérogènes (7 %), zones urbanisées (1,9 %). L'évolution de l’occupation des sols de la commune et de ses infrastructures peut être observée sur les différentes représentations cartographiques du territoire : la carte de Cassini (XVIIIe siècle), la carte d'état-major (1820-1866) et les cartes ou photos aériennes de l'IGN pour la période actuelle (1950 à aujourd'hui).

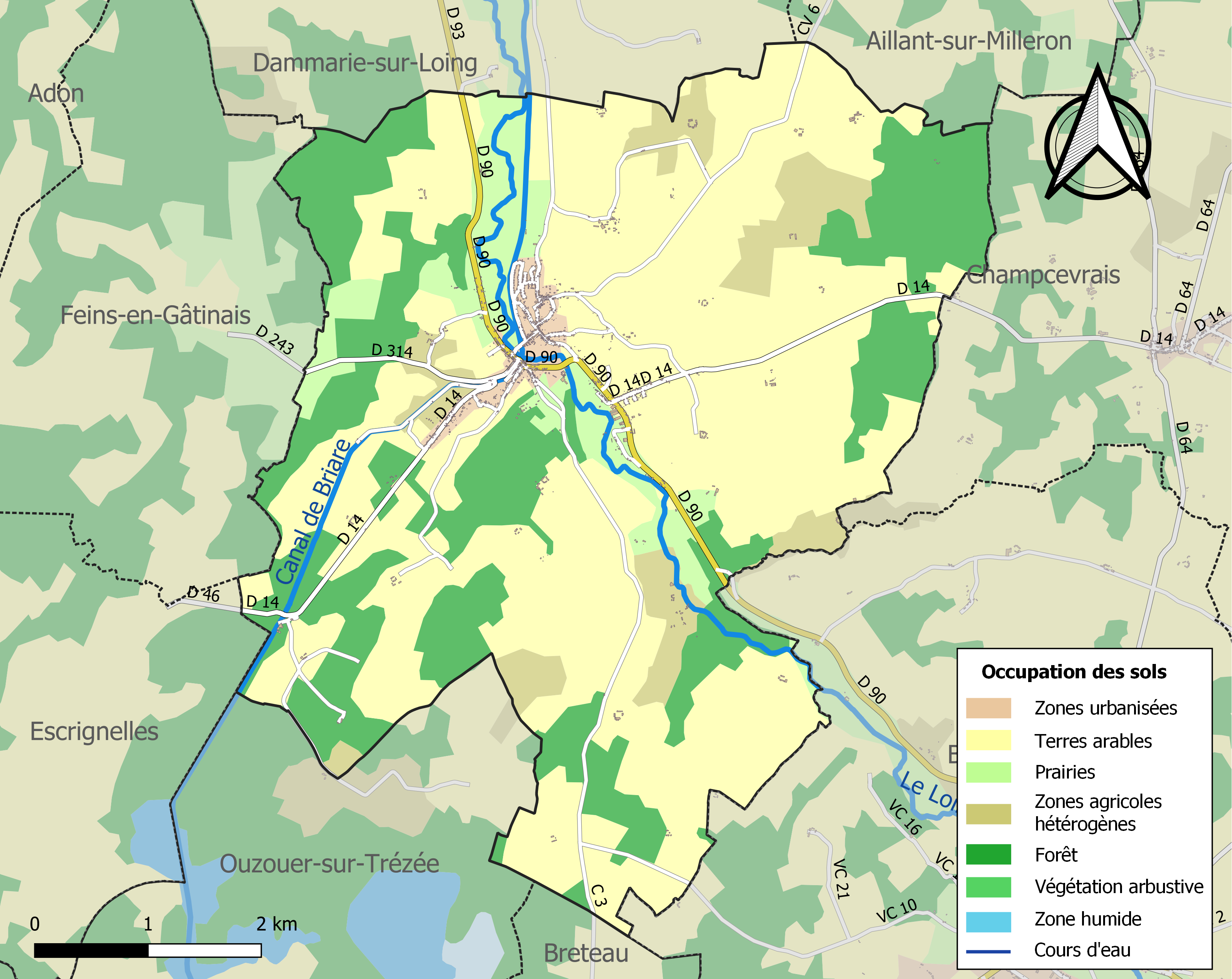
Carte des infrastructures et de l'occupation des sols de la commune en 2018 (CLC).

## Histoire
Le roi Henri IV et son ministre Sully ont fondé en 1597 le projet de développer les voies navigables et d'unir la Méditerranée à l'océan Atlantique et à la Manche. Le rappel d'une priorité va les ramener à la raison : approvisionner Paris et donc unir la Loire, alors navigable, à la Seine en évitant les transbordements longs, coûteux et risqués entre les ports de la Charité, Cosnes, Gien, Orléans, et les rivières du bassin de la Seine, avec le problème de franchir des seuils élevés entre deux bassins.
En 1603 le roi et Sully décident de construire un canal de la Loire à la Seine. Les travaux vont être mis en adjudication et c'est un Tourangeau, Hugues Cosnier, qui va l'emporter. Ce génie mal connu, à la fois ingénieur et entrepreneur, étudie les ports, la Loire et écrit beaucoup. Ses manuscrits sont conservés à la BNF. En 1604, un devis est annexé aux lettres-patentes du roi avec le détail des conditions dans lesquelles le canal doit être construit.
L'entreprise est hardie pour l'époque car les bassins de la Loire et de la Seine sont séparés, entre Rogny et Briare, par une série de plateaux dont le point culminant situé au Rondeau à 173 mètres d'altitude, constitue la ligne de partage des eaux alimentant les deux bassins. Il faut donc faire franchir cette dénivellation assez importante à une voie artificielle qui, par définition, ne peut présenter que des plans strictement horizontaux. C'est là qu'intervient le travail d'ingénieur d'Hugues Cosnier.
Il invente l'écluse multiple et propose de construire à Rogny , un escalier de six écluses  en maçonnerie plutôt qu'en charpente (trop fragile à ses yeux)  avec des murs de soutènement de 1,95 m d'épaisseur qui  s'épaulent mutuellement et augmentent la solidité.
Ce principe d'écluses accolées est fondé sur l'économie de l'entreprise qui n'exige que huit mécanismes de portes au lieu de quatorze avec un volume de maçonnerie nettement moins élevé et une tranchée plus courte à creuser (24 m de hauteur sur 250 m de longueur), sas de 28 m de long, 4,80 m de large et 0,80 m d'enfoncement.
En 1605, les chantiers démarrent avec 18 000 hommes, 12 000 ouvriers et 6 000 hommes de troupe affectés à la protection du site, des matériaux et pour faire face aux propriétaires expulsés, afin  de faire respecter la volonté du Roi.
Tout est construit à main d'homme: tranchées creusées à la pelle et à la pioche, rochers brisés à la poudre de mine, pierres taillées au ciseau, terre enlevée au panier ou au tombereau tiré par des chevaux de trait. La pierre choisie est un calcaire très dur.
En 1609, un premier bateau expérimente le grand escalier d'eau en le descendant jusqu'au Loing, le canal étant inachevé.
Mais à la suite des difficultés financières et de l'assassinat du roi, les travaux s'arrêtèrent en 1610.
Ce n'est qu'en 1628 que le marquis d'Effiat, surintendant des finances sous Louis XIII, s'intéresse au canal et décide de redémarrer les travaux avec Hugues Cosnier.
La mort de l'ingénieur Cosnier en 1629, la guerre de Trente Ans, les objectifs de Louis XIII, firent abandonner le canal à la Compagnie des Seigneurs du Canal fondée en 1638, en toute propriété, avec toutes autorisations de détourner eaux et rivières pour l'irrigation, et toute liberté d'exploitation et de péage.
En 1642, le grand escalier d'eau de Rogny fonctionnera alors sans grande interruption pendant deux siècles, n'exigeant que quelques améliorations et permettant la prospérité de la Compagnie et du développement du commerce en général. Les écluses comptaient un trafic de 4 000 bateaux et 200 000 tonnes de marchandises en moyenne par an.
En 1666, le « canal de Loyre en Seyne », prend le nom de canal de Briare.
Cependant, un inconvénient majeur existait. En raison du système d'échelles d'écluses, le croisement des bateaux se révélait impossible. Lorsqu'un chaland franchissait la colline de Rogny, la navigation en sens inverse se trouvait bloquée. L'attente durait une demi- journée pour laisser passer un train de chalands allant dans la même direction et la consommation d'eau doublait, une éclusée ne servant qu'à un seul bateau. Le volume d'eau nécessaire était de 1 600 m3 par bateau. Il fallait amener l'eau jusqu'au bief de partage soit 750 litres par seconde en été et toutes les sources étangs et réservoirs alentour suffisaient à peine..
En 1880, les sept écluses furent remplacées par les six actuelles au gabarit Freycinet. Séparées d'environ 500 mètres les unes des autres, elles contournent la colline et, dès 1887, les anciennes trop petites et trop consommatrices en eau, furent abandonnées.

## Événements

### Festival pyrotechnique
Chaque dernier samedi du mois de juillet, un feu d'artifice se déroule à Rogny-les-Sept-Écluses. Ce spectacle qui est, en 2016, à sa 50e édition, tire avantage des écluses et joue avec les reflets du canal. Près de 20 000 personnes étaient présentes en 2011.

## Politique et administration

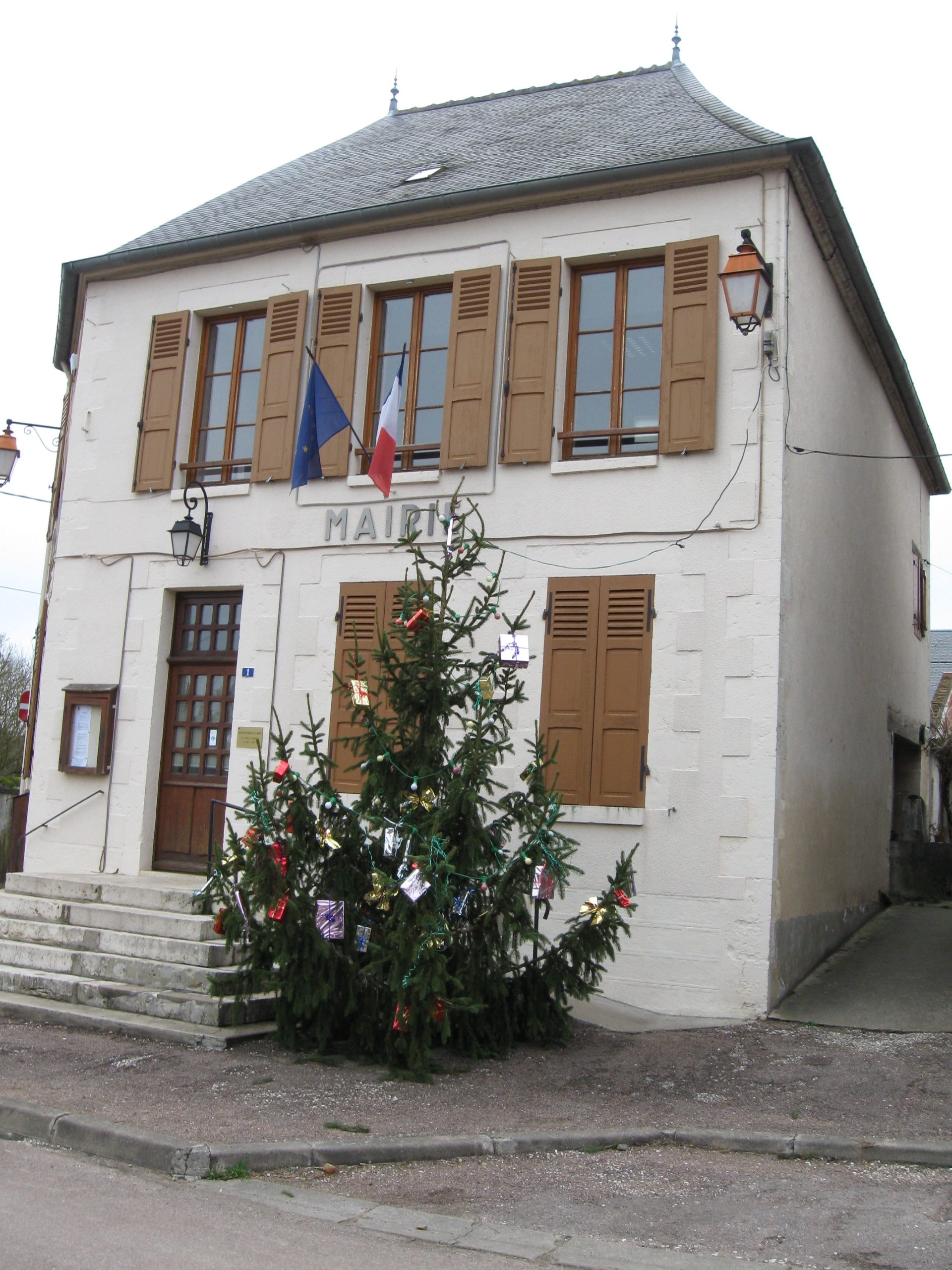
La mairie de Rogny-les-Sept-Écluses.

| Période   | Période      | Identité          | Étiquette | Qualité |
| --------- | ------------ | ----------------- | --------- | ------- |
| mars 1965 | mars 1983    | André Henriat     |           |         |
| mars 1983 | mars 1995    | Michel Allemandou |           |         |
| mars 1995 | janvier 2004 | Charles Oudart    |           |         |
| mars 2004 | mars 2014    | Claude Samyn      |           |         |
| mars 2014 | en cours     | Gérard Foucher    |           |         |

## Démographie

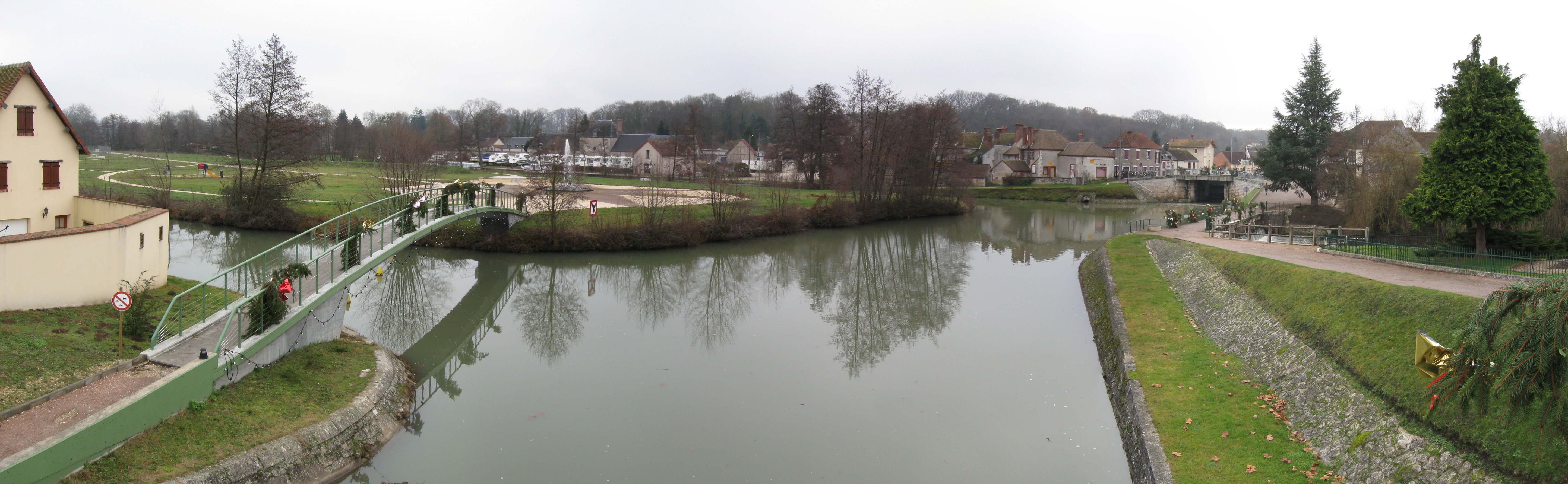
Vue depuis le pont sur le canal de Briare (rue Léon-Jaupitre)

L'évolution du nombre d'habitants est connue à travers les recensements de la population effectués dans la commune depuis 1793. Pour les communes de moins de 10 000 habitants, une enquête de recensement portant sur toute la population est réalisée tous les cinq ans, les populations de référence des années intermédiaires étant quant à elles estimées par interpolation ou extrapolation. Pour la commune, le premier recensement exhaustif entrant dans le cadre du nouveau dispositif a été réalisé en 2006.

En 2022, la commune comptait 699 habitants, en évolution de +2,34 % par rapport à 2016 (Yonne : −1,95 %, France hors Mayotte : +2,11 %).
| 1793 | 1800 | 1806 | 1821 | 1831  | 1836  | 1841  | 1846  | 1851  |
| ---- | ---- | ---- | ---- | ----- | ----- | ----- | ----- | ----- |
| 819  | 860  | 937  | 966  | 1 144 | 1 310 | 1 383 | 1 518 | 1 464 |

| 1856  | 1861  | 1866  | 1872  | 1876  | 1881  | 1886  | 1891  | 1896  |
| ----- | ----- | ----- | ----- | ----- | ----- | ----- | ----- | ----- |
| 1 451 | 1 460 | 1 435 | 1 475 | 1 429 | 1 606 | 1 475 | 1 428 | 1 287 |

| 1901  | 1906  | 1911  | 1921  | 1926  | 1931 | 1936 | 1946  | 1954 |
| ----- | ----- | ----- | ----- | ----- | ---- | ---- | ----- | ---- |
| 1 218 | 1 212 | 1 213 | 1 071 | 1 012 | 962  | 953  | 1 001 | 955  |

| 1962 | 1968 | 1975 | 1982 | 1990 | 1999 | 2006 | 2011 | 2016 |
| ---- | ---- | ---- | ---- | ---- | ---- | ---- | ---- | ---- |
| 807  | 787  | 735  | 740  | 725  | 725  | 708  | 753  | 683  |

| 2021 | 2022 | - | - | - | - | - | - | - |
| ---- | ---- | - | - | - | - | - | - | - |
| 685  | 699  | - | - | - | - | - | - | - |

## Culture locale et patrimoine
Rogny-les-Sept-Écluses a été labellisée "Cité de Caractère de Bourgogne Franche-Comté" en 2019.

### Lieux et monuments
- L'échelle de Sept-Écluses[20] du canal de Briare.  Classé MH (1983)

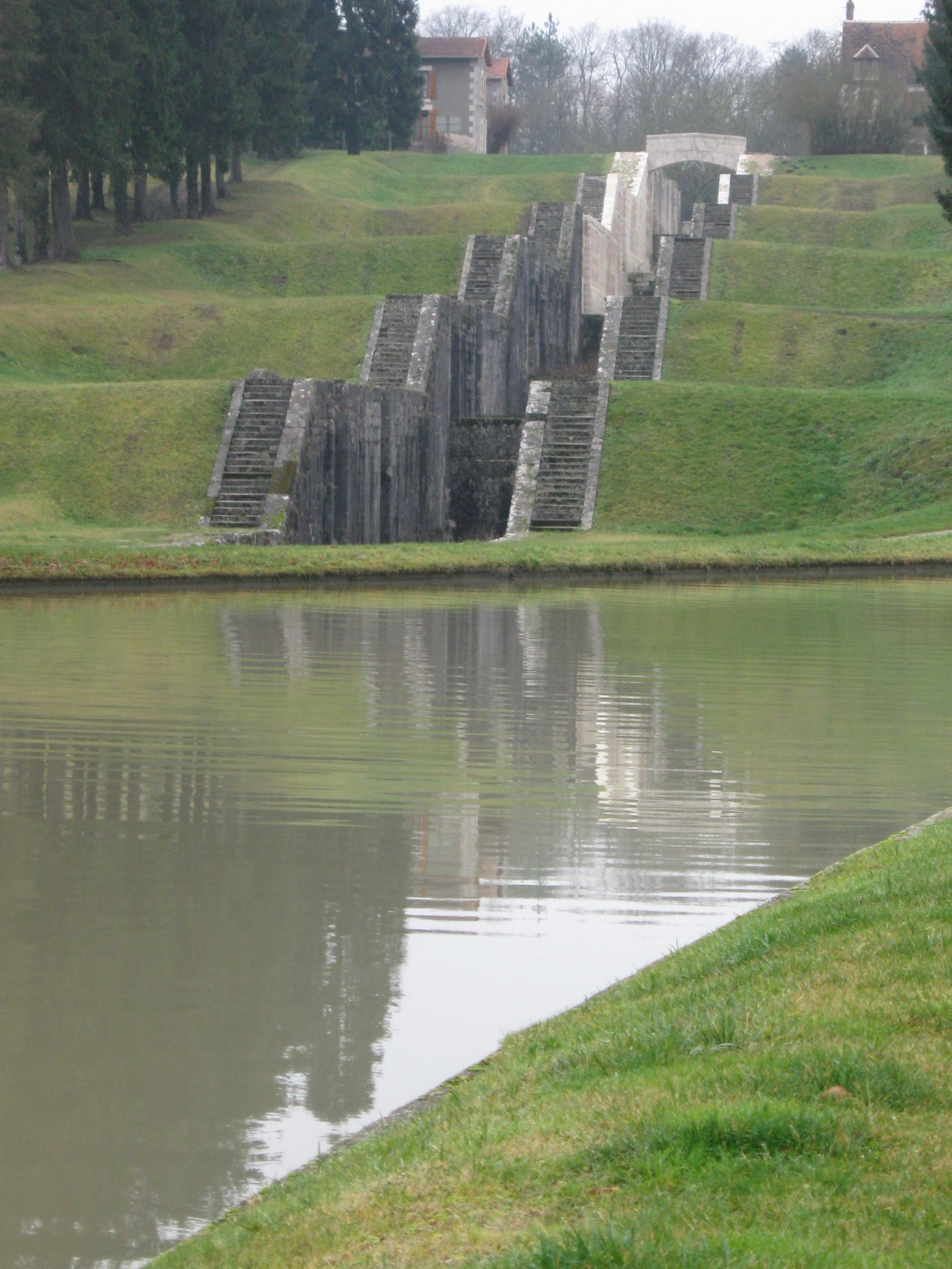
L'échelle de sept écluses.
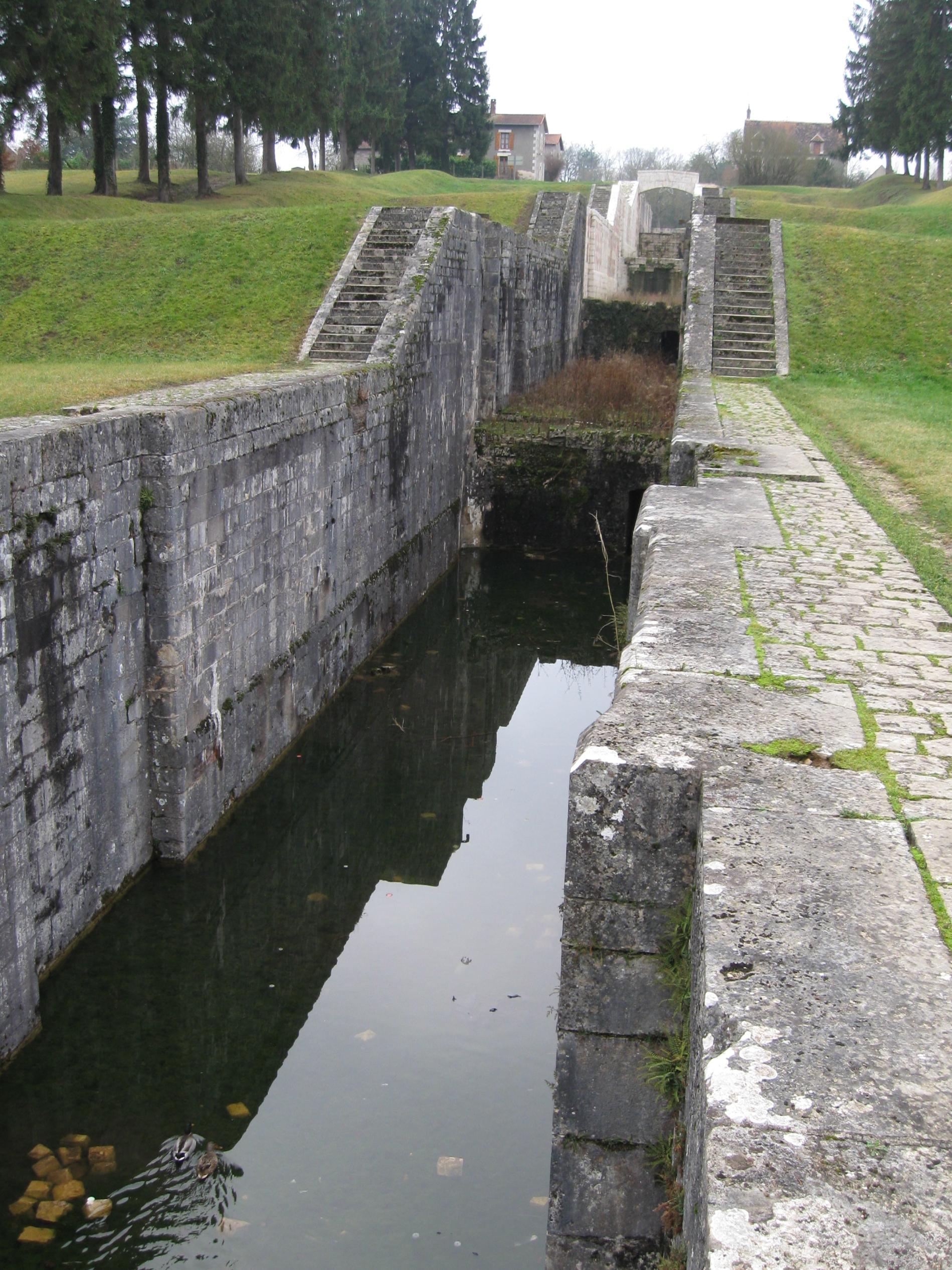
Détail de l'échelle d'écluses.
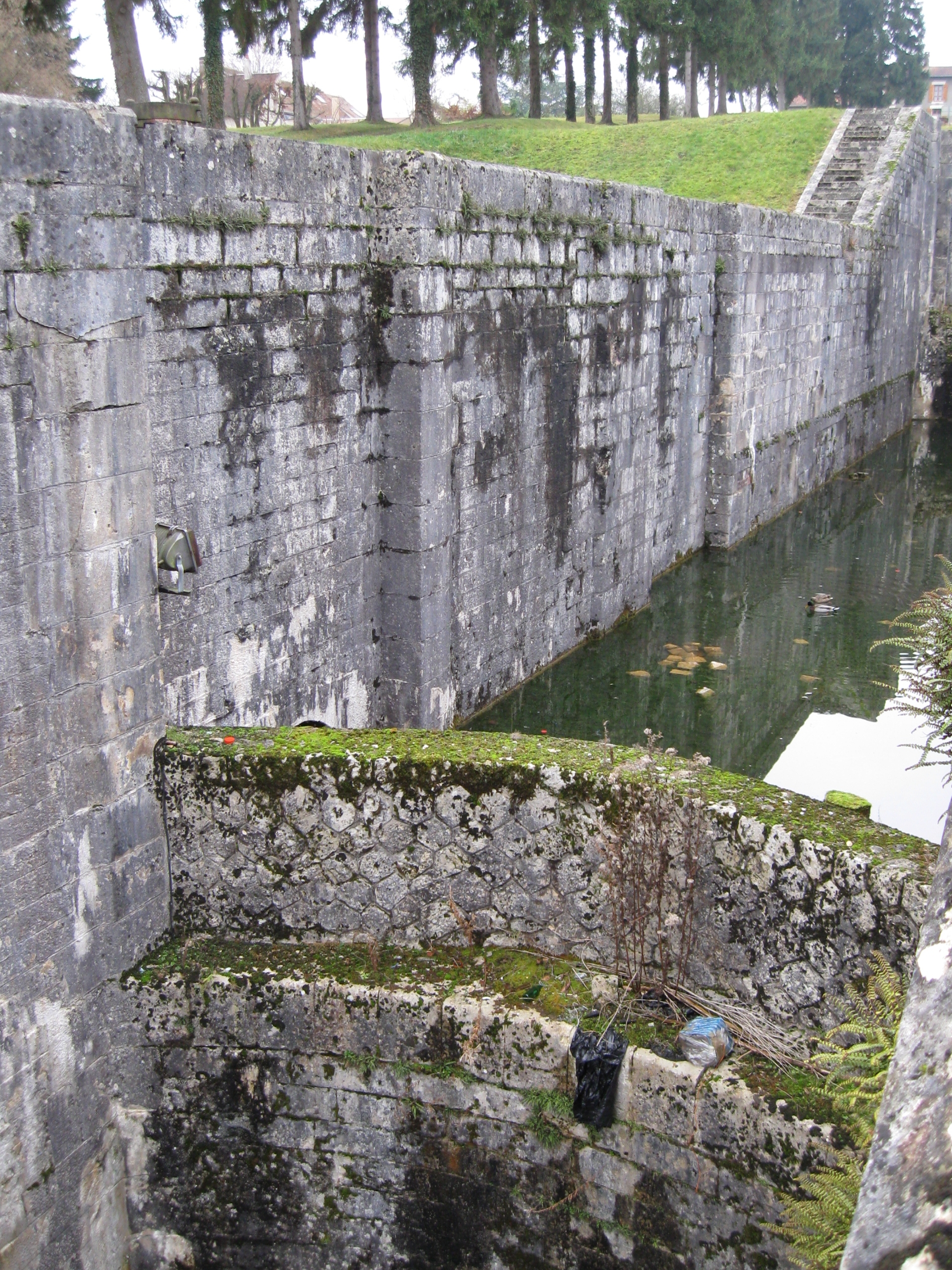
Détail de l'échelle d'écluses.
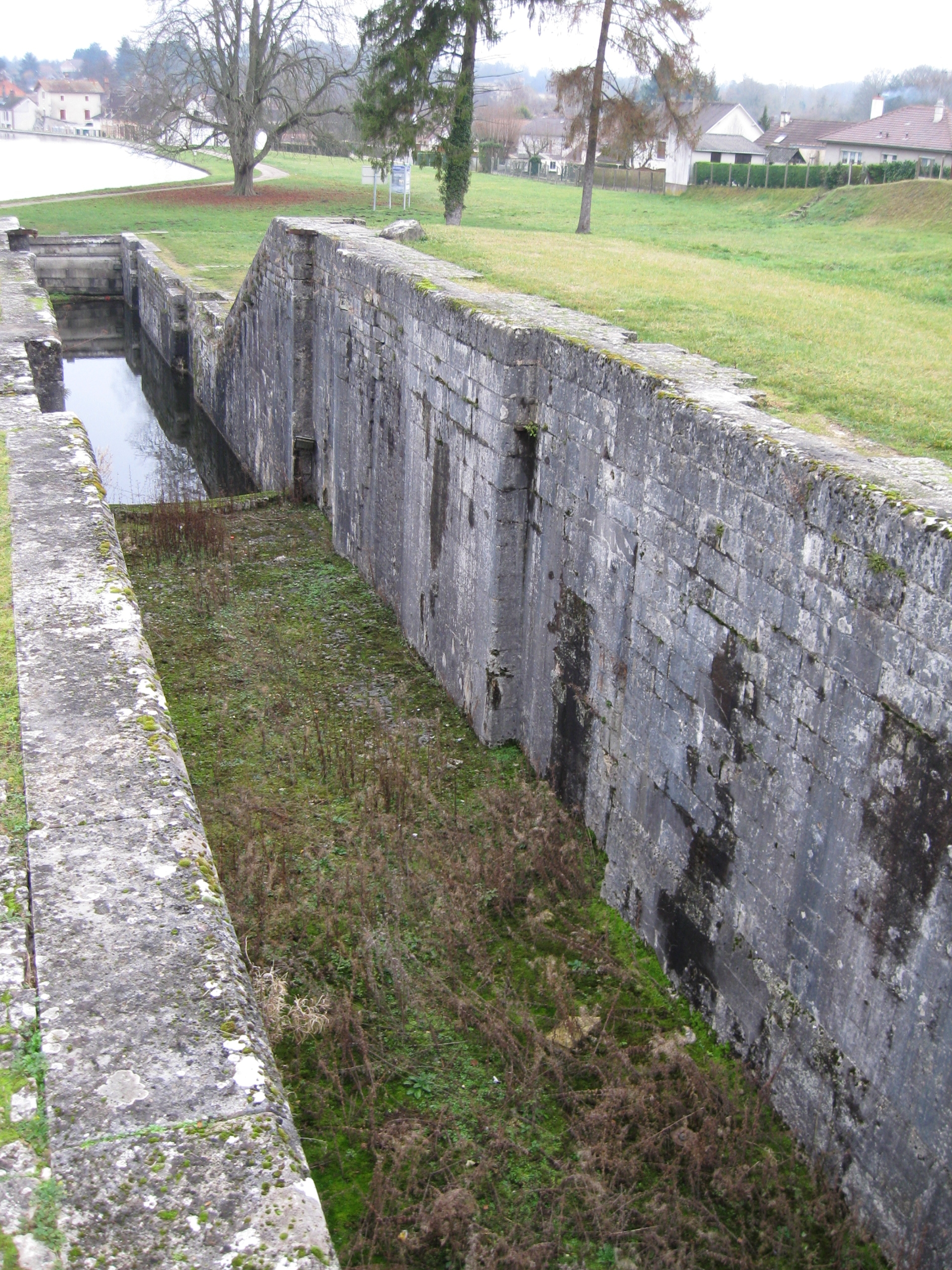
Détail de l'échelle d'écluses.

- L'église.

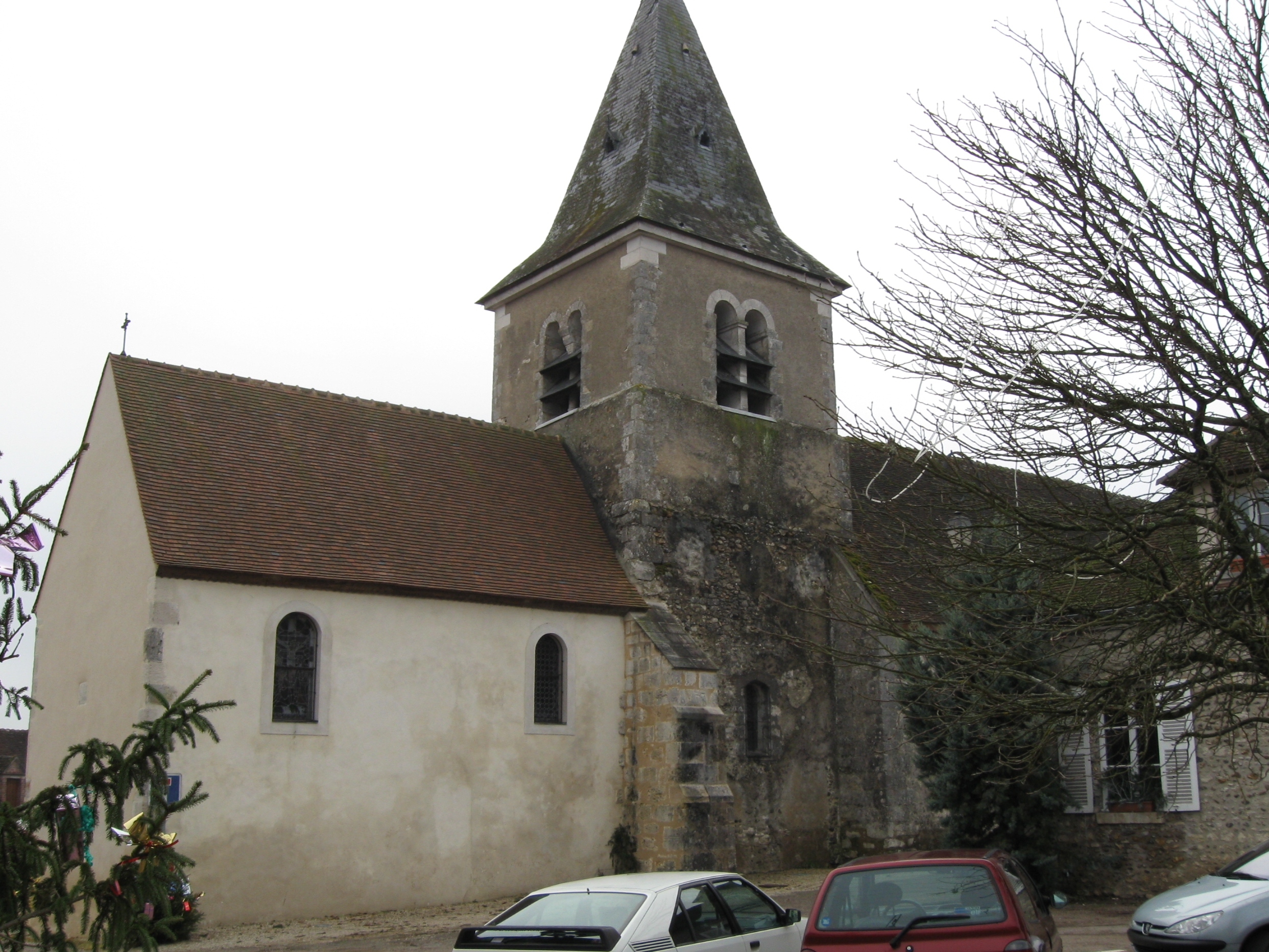
L'église de Rogny-les-Sept-Écluses

### Personnalités liées à la commune
- François Siméon Bézard (1760-1849), homme politique sous la Révolution française et l'Empire, député de l'Oise.
- Gaston Gauthier (1860-1911), instituteur et érudit né à Rogny.
- André Gerberon (1905-1961), résistant français, Compagnon de la Libération, né à Rogny.
- Pierre Dange, peintre populaire ayant construit un palais des arts, aujourd'hui détruit.[réf. nécessaire]

## Pour approfondir